# أمانة التعاون الثلاثي
أمانة التعاون الثلاثي ( TCS ) هي منظمة دولية تأسست برؤية لتعزيز السلام والازدهار المشترك بين الصين واليابان وكوريا الجنوبية. بناءً على الاتفاقية الموقعة والمصادقة من قبل كل من الحكومات الثلاث، افتُتحت المنظمة رسميًا في سيول، سبتمبر 2011.  على أساس المشاركة المتساوية، تتشارك كل حكومة ثلث إجمالي الميزانية التشغيلية.